# Schweinheimer Kirchel
Das denkmalgeschützte Schweinheimer Kirchel (auch Pankratiuskapelle) ist eine römisch-katholische Kapelle in der Ortsgemeinde Jockgrim im Kreis Germersheim (Rheinland-Pfalz). Es befindet sich am Rande des Ortes, nahe des Bienwaldes und ist das letzte noch existierende Gebäude der ehemaligen fränkischen Siedlung Schweinheim. Sie ist der Muttergottes und dem heiligen Pankratius geweiht. Heute gehört sie zur Kirchengemeinde St. Georg Jockgrim und somit als Teil der Pfarrei Rheinzabern zum Dekanat Germersheim im Bistum Speyer.

## Beschreibung

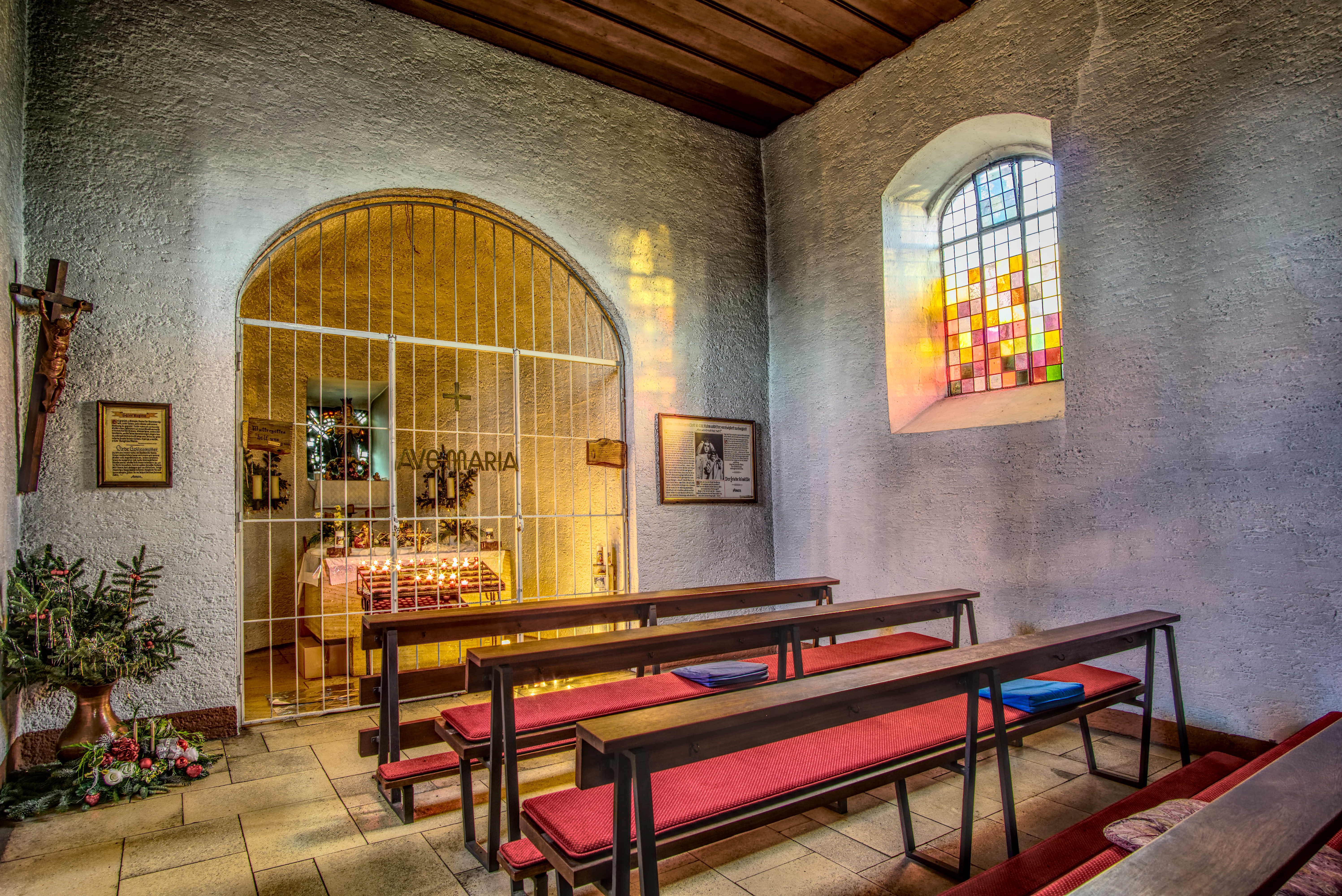
Innenansicht mit Blick zum Altarraum

Das nach heutigen Maßstäben als Kapelle betrachtete Gebäude stellt einen romanischen Saalbau dar, der über eine Rundapsis verfügt. Im 18. und 19. Jahrhundert wurden teilweise Veränderungen an dem Gebäude vorgenommen.

## Geschichte
Die erste Erwähnung des Schweinheimer Kirchel stammt aus dem Jahr 1051 als Kaiser Heinrich III. es dem Speyerer Bischof Sigibodo I. schenkte.
Im 14. Jahrhundert siedelte ein Großteil der Einwohner der fränkischen Siedlung Schweinheim in den benachbarten Ort Jockgrim um, da dieser befestigt war. Die Einwohner brachen hierfür einen Großteil der bestehenden Gebäude ab, um die Steine als Baumaterial wiederzuverwenden. Somit ist das Schweinheimer Kirchel heute das letzte verbliebene Gebäude dieser Siedlung. Bis zur vollständigen Aufgabe der fränkischen Siedlung, diente es dieser als Hauptkirche. Bis ins 15. Jahrhundert diente es noch der Gemeinde Jockgrim als Pfarrkirche. Anschließend diente es bis ins 18. Jahrhundert als Friedhofskapelle. 
Im Laufe der Zeit hat sich das Schweinheimer Kirchel zu einer Wallfahrtskirche entwickelt. Papst Leo XIII. gewährte den Wallfahrern 1892 Ablässe, was die Wallfahrten weiter förderte. Der Hauptwallfahrtstag ist das jährliche Kirchelfest am 2. Juli (Mariä Heimsuchung).